# Paget Glacier
Paget Glacier är en glaciär i Sydgeorgien och Sydsandwichöarna (Storbritannien). Den ligger i den nordvästra delen av Sydgeorgien och Sydsandwichöarna. Paget Glacier ligger 1 057 meter över havet.
Terrängen runt Paget Glacier är bergig åt sydväst, men åt nordost är den kuperad.  Trakten runt Paget Glacier är nära nog obefolkad, med mindre än två invånare per kvadratkilometer. Det finns inga samhällen i närheten. Trakten runt Paget Glacier består i huvudsak av gräsmarker.